# Baseball (videójáték, 1983)
A Baseball 1983-ban megjelent baseball-videójáték, melyet a Nintendo Research & Development 1 fejlesztett és a Nintendo jelentetett meg. A játék Japánban 1987. december 7-én, nem sokkal a Famicom július 15-i nyitánya után jelent meg. 1984-ben feljavított grafikával és beszéddel a VS. System játéktermi rendszerre is átírták VS. Baseball címen, amely ebben az évben Japánban és Észak-Amerikában is va legsikeresebb játéktermi játék lett. A játékot a Nintendo Entertainment System egyik 1985-ös nyitócímeként lokalizálták Észak-Amerikában, illetve Európában 1986-ban. Az IGN szerint az amerikai sport széleskörű vonzerejének hála a Baseball a rendszer tesztpiacokra való sikeres bevezetésének egyik kulcsa volt, ezzel a Nintendo történelmének fontos pontja is. A játék legfőbb riválisa a Sega 1983-ban megjelent Champion Baseball című sikeres játéktermi címe volt.

## Játékmenet
A játék célja a valódi baseballhoz hasonlóan a több futás megszerzése. A játékban kettő játékmód kapott helyet: egy játékos a mesterséges intelligencia elleni, illetve két játékos egymás ellen. A játékosok hat csapat közül választhatnak.
Ugyan a licencek hiányában a csapatok nem szerepelhetnek a valós nevükön, azonban azok a japán kiadásban valós Nippon Professional Baseball-, illetve a nyugati verzióban Major League Baseball-csapatokat képviselnek. A csapatok között játékmenet tekintetében nincs semmiféle eltérés, az egyetlen különbség közöttük a mezek színe.

## Fejlesztés és megjelenés
Mijamoto Sigeru visszaemlékezése szerint 1983-ban „személyesen nagyon szerettem volna egy baseballjátékot” a Famicomra, illetve „közvetlenül a szereplő- és játéktervezésért feleltem”. A Famicom mindössze három nyitócímmel jelent meg 1983. július 15-én, a Baseball 1983. december 7-én jelent meg, az év végéig összesen hét játék jelent meg a rendszerre.
A Nintendo Entertainment System 1985-ös nyitányán, a manhattani kezdeti tesztpiacon a játék prominens szerepet kapott 17 másik játék társaságában. A játékot egy nagy vetítővásznon Mookie Wilson és Ron Darling Major League Baseball-játékosok mutatták be, akik játszottak a játékkal és aláírásokat osztottak rajongóknak. A videójáték-ipar fiatalsága, a piac 1983-as összeomlása és egyes NES-nyitócímek, így például a Clu Clu Land nem azonnal felismerhető absztrakt fantasytémáinak köszönhetően egy hagyományos amerikai nemzeti sport jelenléte azonnali megközelíthetőségi mentőövet jelentett a rendszer bemutatóprezentációján.
A játékot 1984-ben VS. Baseball címmel átírták a VS. System játéktermi rendszerre, a Sega népszerű Champion Baseball (1983) című játékának riválisaként.

## Átiratok
| Cím          | Dátum | Platform        | Megjegyzések |
| ------------ | ----- | --------------- | --- |
| VS. Baseball | 1984  | Játékterem      | A Nintendo Vs. sorozat tagja. Az eredeti kiadáshoz képest további grafikai elemeket, illetve bíróhangokat is tartalmaz. |
| Baseball     | 1986  | PlayChoice-10   | Játéktermi játék |
| Baseball     | 1989  | Game Boy        | |
| Baseball     | 2002  | e-Reader        | Vonalkóddal ellátott kártyák, melyeket a Game Boy Advance az e-Reader kiegészítő segítségével tud beolvasni.            |
| Baseball     | 2002  | GameCube        | A Baseball bónusz NES-játékként szerepel az Animal Crossing című GameCube-játékban.                                     |
| Baseball     | 2007  | Wii             | Virtual Console |
| Baseball     | 2011  | 3DS             | Virtual Console |
| Baseball     | 2013  | Wii U           | Virtual Console |
| Baseball     | 2018  | Nintendo Switch | A Nintendo Switch Online részeként. Az emulátor az interneten keresztüli többjátékos módot is támogatja.                |
| VS. Baseball | 2020  | Nintendo Switch | Az Arcade Archives sorozat tagjaként. Számos új opciót is tartalmaz.                                                    |

## Fogadtatás
Japánban 2,35 millió példányt adtak el az eredeti Famicom-verzióból. Világszerte 3,2 millió példányt adtak el Famicomra és NES-re.
A Game Machine magazin Japán legsikeresebb asztali játéktermi egységének nevezte a játékot 1984 júniusában és júliusában. a játék az Egyesült Államokban a játéktermi átalakítócsomagok eladási listáján is több hónapban is az élen végzett: a RePlay listáján szeptembertől novemberig, míg a Play Meter listáján októbertől novemberig. A játék Európában 1986-ra rendkívül népszerű lett.
Az IGN egy 2007-ben közzétett retrospektív elemzésében 5,5/10 pontot adott a játékra, kiemelve a dobójáték mélységét, a kétjátékos-módot, a „még mindig helyénlévő szórakozásérzetét” és a játék a Nintendo történelmében betöltött fontos szerepét. A cikk szerint a Nintendo Entertainment System 1985-ös tesztpiaca a sport globálisan felismerhető státusza miatt „erőteljesen a Baseballra támaszkodott”. A szócikkben összegzésként megjegyezték, hogy „a NES győztesnek bizonyult – részben a Baseballnak köszönhetően”.
A GameSpot 2006-ban 4,2/10-es pontszámot adott a Baseballra, megjegyezve, hogy ugyan könnyű a játékkal játszani, azonban a sport „fapados” másolata „nem állta ki az idő próbáját”.
2020-ban Ken Horowitz történész azt írta, hogy a VS. Baseballban (1984) nincs meg a Sega rivális Champion Baseballjának (1983) összes funkciója, azonban jobb többjátékos képességekkel rendelkezik.
A játék a Namco Pro jakjú Family Stadium (1986) című Famicom-játékának egyik legfőbb inspirációforrása volt, melyből R.B.I. Baseball néven sorozat született.

## Fordítás
- Ez a szócikk részben vagy egészben  a   Baseball (1983 video game) című angol Wikipédia-szócikk ezen változatának fordításán alapul.  Az eredeti cikk szerkesztőit annak laptörténete sorolja fel. Ez a jelzés csupán a megfogalmazás eredetét és a szerzői jogokat jelzi, nem szolgál a cikkben szereplő információk forrásmegjelöléseként.